# Андреевски кръст
Андреевският кръст (на латински: Crux decussata) e християнски символ, представляващ разпятието на свети Андрей Първозвани. Има формата на кирилската буква Х и представлява гръцки кръст, обърнат на 45°. Използва се в хералдиката и вексилологията. Има приложение и в транспорта, където се използва като пътен знак в железниците за обозначение на прелез.
Според преданието свети Андрей Първозвани бил разпънат на кръст във формата на буквата Х, тъй като считал себе си недостоен да увисне на кръст като Христовия. Поради тази причина, този кръст днес се нарича Андреевски.

## Андреевският кръст в националната символика

### Знаме на Шотландия
Шотландското знаме е сред един от най-старите национални флагове. Според легендата националният флаг на шотландците възниква през 832 година, когато в навечерието на битката с англо-саксонците кралят на скотите Ангус съзрява в небето знамение във вид на X-образен кръст, същият, на който според християнските писания е бил разпнат свети Андрей Първозванни, смятан за покровител на Шотландия.

### Андреевски флаг на руския флот
Руският император Петър I въвежда знаме на руския флот, което официално е прието през 1703 г. На него руският държавник поставя кръста на свети Андрей Първозвани, смятан за покровител на Русия. Андреевският флаг на руския флот понякога е използван и като държавен.
На гюйса на военноморските сили на Русия също има изобразен Андреевски кръст. По времето на СССР тези знамена са сменени с нови, отговарящи на социалистическата символика. След разпадането на съветската държава двете знамена отново са въведени през 1991 г.

### Андревският кръст в българския гюйс
Не е ясно кога е създаден първият български гюйс, но така или иначе той липсва в издадения през 1898 г. в Санкт Петербург „Албум на щандартите, флаговете и вимпелите на Руската империя и чуждите държави“. За пръв път се среща в съставения от полковник Богословски „Албум на щандартите и флаговете на чуждестранните държави“, издаден през 1912 г. Представлява бял квадратен плат с наложени върху него един върху друг червен хералдичен кръст и зелен Андреевски кръст.

### Андреевския кръст в българската авиация
До 9 септември 1944 г. бойният знак на Въздушните и бронетанковите на НВ войски е Андреевския кръст, черен на бял фон, поставян от двете страни на тялото и на крилата.